# Трёхсторонний футбол

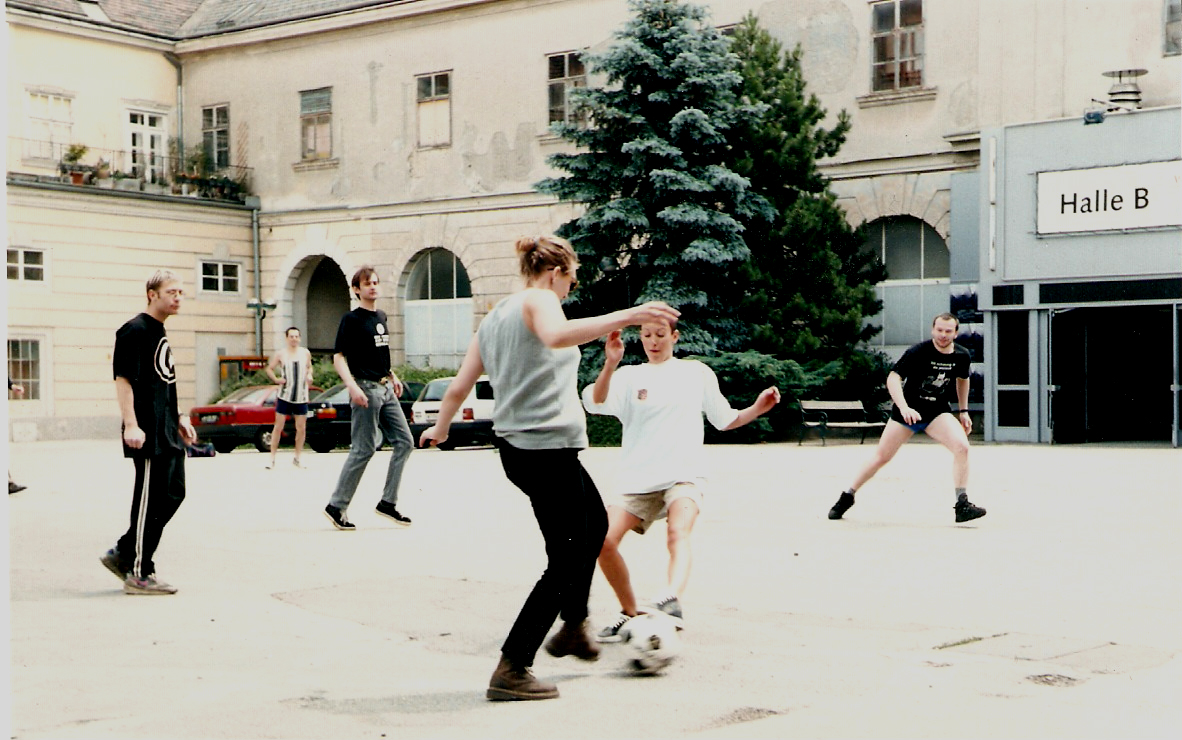
Игра в трёхсторонний футбол

Трёхсторо́нний футбо́л — это разновидность футбола, в которой на одном поле одновременно играют три команды. Целью игры является забивание голов в ворота соперника и одновременно удержание в неприкосновенности собственных ворот.
Поле для игры в трёхсторонний футбол имеет форму равностороннего шестиугольника с тремя воротами, расположенными на каждой второй грани. Игра ведётся одним мячом. Матч длится 3 тайма по 12 минут. Побеждает команда, которая пропустила меньше мячей, чем соперники.

## История
Автором идеи трёхстороннего футбола считают датского художника-абстракциониста Асгера Йорна. Он стремился развить и обогатить теорию ситуационизма, поэтому трёхсторонний футбол родился во многом как теоретический проект. С философской точки зрения главным преимуществом игры, по мнению автора, является отсутствие драмы. 
Первый официальный матч по трёхстороннему футболу состоялся в 1993 году в Глазго и был организован лондонской Психогеографической ассоциацией. Участие в нём принял, в частности, эпатажный писатель Стюарт Хоум.

## Трёхсторонний футбол в мире
Игра получила популярность в Австрии, Англии, Польше, Сербии, Шотландии, Белоруссии.